# Umberto Meggiolaro
Umberto Meggiolaro (Trieste, 26 gennaio 1934 – luglio 2002) è stato un calciatore italiano, di ruolo terzino.

## Carriera
Giocò in Serie A con la Triestina.

## Palmarès

### Club

#### Competizioni nazionali
- Serie C: 1

Reggiana: 1957-1958
- Serie D: 1

C.R.D.A. Monfalcone: 1961-1962